# Geoff Cooke
Geoffrey Douglas Cooke (11 giugno 1941) è un ex rugbista a 15, allenatore di rugby a 15 e dirigente sportivo britannico, commissario tecnico della Nazionale inglese di rugby XV dal 1987 al 1994.

## Biografia
Rugbista attivo tra il 1962 e il 1972 come mediano d'apertura, rappresentò anche lo Yorkshire a livello nazionale.
Passato alla conduzione tecnica, guidò il Bradford, lo Yorkshire e la selezione del Nord Inghilterra; dal 1980 al 1985, inoltre, fu il presidente dell'associazione allenatori.
Nel 1987, dopo la I Coppa del Mondo di rugby, Cooke assunse la conduzione della Nazionale inglese, che guidò attraverso sette tornei delle Cinque Nazioni, una Coppa del Mondo e due tour nell'Emisfero Sud (Oceania e Argentina).
Con l'Inghilterra vinse due Grandi Slam ai Cinque Nazioni del 1991 e 1992, e realizzò il secondo posto alla Coppa del Mondo di rugby 1991 disputata in casa (finale persa 6-12 contro l'Australia a Twickenham).
Durante il mandato di C.T. inglese, Cooke fu anche designato team manager dei British Lions nel loro tour 1993 in Nuova Zelanda.
Dopo l'esperienza con la nazionale, dalla quale si dimise nel 1994 per far posto a Jack Rowell, intraprese la carriera manageriale, divenendo direttore esecutivo del Bedford, poi del Wakefield e infine del Worcester, prima di ritirarsi definitivamente nel 2002.
Fu, ancora, direttore esecutivo della First Division Rugby Ltd., la Lega che riunisce i sedici club di seconda divisione del campionato rugbistico inglese.
Nel 1992 fu insignito dell'onorificenza di ufficiale dell'Ordine dell'Impero Britannico (OBE) per i servigi resi come allenatore della nazionale inglese.